# Swiffy
Swiffy是Google公司所開發的一款工具程式，主要應用於網頁開發，它能將Swf檔案，轉換為HTML5格式。其主要目的是讓不支援播放Flash媒體的裝置，如iPhone、iPad與Android系统的平板電腦也能夠觀看Flash檔案。功能類似於能將FLA檔案轉換成HTML5格式的工具Adobe Wallaby。

## 外部連結
- Google Swiffy 首頁（页面存档备份，存于）
- Google Swiffy Demos
- Google Swiffy FAQ
- Google Code Blog - Swiffy: 轉換 SWF 檔案為 HTML5（页面存档备份，存于）
- Wallaby - 轉換 Adobe Flash FLA 為 HTML（页面存档备份，存于）